# Oración del viernes

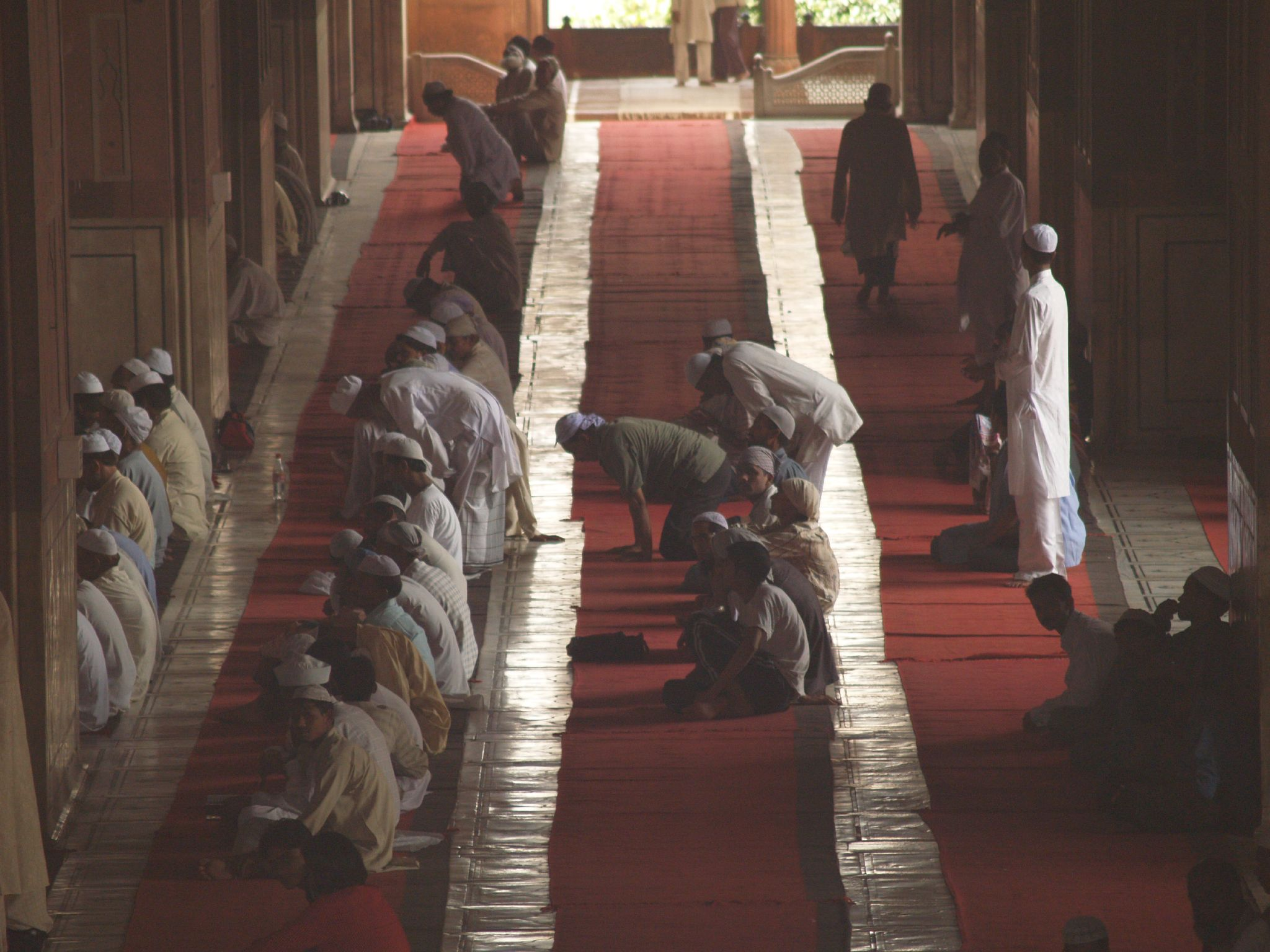
Hombres rezando la Jumu'ah en la Jama Masjid en Delhi.

La oración del viernes (en árabe: صَلَاة ٱلْجُمُعَة‎, romanizado: Ṣalāh al-Jumuʿa) es un azalá de los musulmanes que se celebra poco después del mediodía. Reemplaza a la oración Dhuhr efectuada los otros días de la semana.
Es una obligación para los hombres, y una recomendación para las mujeres, reunirse para la oración con otros musulmanes en la mezquita. Las mujeres también tienen la opción de efectuar en cambio la oración dhuhr, en privado o en una mezquita. Cualquiera que no puede unirse una congregación para la yumu'ah es necesario que efectúe la oración con un musulmán que reza la dhuhr habitualmente.
Sólo el estar enfermo es considerado una razón válida para no asistir, siendo la visita a la mezquita una dificultad para el musulmán enfermo y, si la enfermedad en cuestión en contagiosa, podría afectar a los otros musulmanes en la mezquita.
El rezo del viernes es más corto que el dhuhr (son dos raka'at solamente), para que las personas mayores, los más jóvenes o débiles participen también; y es precedido por un sermón, dictado en dos partes por un altavoz. El sermón, que viene sustituyendo las dos raka'at del rezo ordinario del Dhuhr, es seguido por el rezo en grupo, conducido por un imam o jeque. En la mayoría de los casos el altavoz que dicta el sermón también sirve como el imán.
Los sermones tienen a menudo una inclinación práctica fuerte, intentando integrar y aplicar creencia islámica y enseñanzas históricas en vida de cada día contemporánea. En muchas sociedades islámicas, el yumu'ah tiene a menudo una comunidad significativa o aun un papel político.
- Datos: Q924037
- Multimedia: Friday prayer / Q924037